# 王舟
王 舟（おう しゅう）は、東京在住のミュージシャン。上海生まれ、日本育ち。
自身の作品制作を始め、バンド編成、ソロ編成でのライブ活動のほか、劇伴、CMへの楽曲提供、他アーティスト楽曲へのゲスト参加、プロデュースなどもおこなっている。

## 来歴
2011年、デビュー前にもかかわらず、トクマルシューゴが主催する「トノフォン・フェスティバル 2011」に出演。SAKEROCK、パスカルズ、山本精一＆Phewと共演。その場で販売していた自主制作CD-R200枚が完売となった。
2014年7月、多くのゲストミュージシャンを迎えてバンド編成で制作したデビューアルバム「Wang」をfelicityからリリース。
2015年11月、12インチ重量盤シングル「ディスコブラジル」をリリース。B面にはnakayaan（ミツメ）によるリミックス収録。ミュージックビデオは、UKのアーティスト、KINDNESSことアダム・ベインブリッジが監督。
2016年1月、宅録で制作した2ndアルバム『PICTURE』をリリース。同年9月、MOCKYによるリミックスが収録された7インチシングル「Moebius」をリリース。
2018年5月、BIOMAN（neco眠る）とイタリアにて共作したインストアルバム『Villa Tereze』をNEWHERE MUSICからリリース。
2019年5月、宅録とバンド演奏を融合させた3rdアルバム『Big fish』をリリース。
2020年1月、コタキ兄弟と四苦八苦（2020年、テレビ東京）の劇伴をBIOMAN（neco眠る）と共同で担当。
2020年6月、コロナの影響による外出自粛期間中に宅録で制作したインストアルバム『Pulchra Ondo（プルクラ・オンド）』をデジタルリリース。
2020年9月、彼女が成仏できない理由（2020年、NHK総合）の劇伴をトクマルシューゴと共同で担当。
2021年、WOWOWオリジナルドラマ『グラップラー刃牙はBLではないかと考え続けた乙女の記録ッッ』劇伴。
2021年、NHKよるドラ『阿佐ヶ谷姉妹の のほほんふたり暮らし』の劇伴を髙城昌平と共同で担当。
2022年、映画『もっと超越した所へ。』劇伴。
2023年、カンテレ・フジテレビ系 火ドラ☆イレブン『ホスト相続しちゃいました』劇伴。
2023年、カンテレ・フジテレビ系 火ドラ☆イレブン『時をかけるな、恋人たち』劇伴。

## ディスコグラフィー

### アルバム
- 1st Album「Wang」- 2014.07.02 | felicity
- 2nd Album「PICTURE」- 2016.01.20 | felicity
- 3rd Album「Big fish」- 2019.05.22 | felicity
- 王舟＆BIOMAN「Villa Tereze」- 2018.05.23 | NEWHERE MUSIC
- Mattia Coletti & Oh Shu「6 Songs」- 2018.02.17 | felicity
- 「Pulchra Ondo」 - 2020.6.17
- Mattia Coletti & Oh Shu「5 Songs」- 2023.06.07 | SPACE SHOWER NETWORKS

### サウンドトラック
- 王舟＆BIOMAN「ドラマ24「コタキ兄弟と四苦八苦」オリジナル・サウンドトラック」- 2020.3.27
- 髙城晶平・王舟「NHKよるドラ「阿佐ヶ谷姉妹ののほほんふたり暮らし」オリジナルサウンドトラック」 - 2022.1.7
- 「映画「もっと超越した所へ。」 オリジナル・サウンドトラック」 - 2023.3.8
- 「時をかけるな、恋人たち Original Soundtrack」 - 2023.12.19

### VINYL
- don’t hurt pride / Muzhhik [7inch] - 2018.12.12 | felicity
- Moebius [7inch] - 2016.9.30 | felicity
- ディスコブラジル [12inch重量盤] - 2015.11.04 | felicity
- Wang [LP] - 2015.04.22  | felicity
- Ward／虹 [7inch] - 2014.11.12 | felicity

## 映像

### ミュージックビデオ
Thailand - 2014.07.03
ディスコブラジル - 2015.11.07
Moebius - 2016.01.20
Mattia Coletti & Oh Shu "6 SONGS" - 2016.09.14
王舟 & BIOMAN / Villa Tereze - 2018.05.23
Muzhhik - 2018.12.21
Lucky - 2019.05.29

### ライブ映像
at nagi vol.1「New Song」 - 2011.06.22
"瞬間" @Shibuya WWW（2014） - 2014.08.18
あいがあって Session at HOPKEN - 2016.01.04

## 作品

### テレビドラマ
- 嘘なんてひとつもないの（2017年、NHK BSプレミアム） - 音楽
- コタキ兄弟と四苦八苦（2020年、テレビ東京） - 音楽
- 彼女が成仏できない理由（2020年、NHK総合テレビ） - 音楽
- グラップラー刃牙はBLではないかと考え続けた乙女の記録ッッ（2021年、WOWOW） - 音楽
- 阿佐ヶ谷姉妹の のほほんふたり暮らし（2021年、NHK総合テレビ） - 音楽
- ホスト相続しちゃいました（2023年、関西テレビ） - 音楽
- 時をかけるな、恋人たち（2023年、関西テレビ） - 音楽
- 柚木さんちの四兄弟。（2024年、NHK総合テレビ） - 音楽
- 東京サラダボウル（2025年、NHK総合テレビ） - 音楽